# Йоганн Діханіх
Йоганн Діханіх (нім. Johann Dihanich, нар. 16 листопада 1956, Айзенштадт) — австрійський футболіст, півзахисник.
Насамперед відомий виступами за віденську «Аустрію» та національну збірну Австрії.
П'ятиразовий чемпіон Австрії. 

## Клубна кар'єра
У дорослому футболі дебютував 1978 року виступами за команду клубу «Аустрія» (Відень), в якій провів п'ять сезонів, взявши участь у 145 матчах чемпіонату.  Більшість часу, проведеного у складі віденської «Аустрії», був основним гравцем команди.
Протягом 1983—1984 років захищав на умовах оренди кольори команди клубу «Ваккер» (Інсбрук).
Своєю грою за останню команду повернув увагу представників тренерського штабу клубу «Аустрія» (Відень), до складу якого повернувся з оренди 1984 року. Цього разу відіграв за віденську команду наступні три сезони своєї ігрової кар'єри. Граючи у складі віденської «Аустрії» також здебільшого виходив на поле в основному складі команди.
Згодом з 1987 по 1991 рік грав у складі команд клубів ГАК (Грац) та «ВОЕСТ Лінц».
Завершив професійну ігрову кар'єру у нижчоліговому клубі «Фаворитнер», за команду якого виступав протягом 1991—1992 років.

## Виступи за збірну
У жовтні 1980 року дебютував в офіційних матчах у складі національної збірної Австрії грою проти команди Угорщини. Протягом кар'єри у національній команді, яка тривала 5 років, провів у формі головної команди країни 10 матчів.
У складі збірної був учасником чемпіонату світу 1982 року в Іспанії.

## Титули і досягнення
- Чемпіон Австрії (5):

«Аустрія» (Відень):  1979, 1980, 1981, 1985, 1986
- Володар Кубка Австрії (3):

«Аустрія» (Відень): 1980, 1982, 1986